# Albert Worgan
Albert Worgan (* 2. Quartal 1872 in Helwith Bridge nahe Horton in Ribblesdale; † 11. Oktober 1920 in Underbarrow) war ein englischer Fußballspieler und -funktionär.

## Karriere
Worgan, der schulisch vermutlich am Borough Road College in London ausgebildet wurde und von dort mit dem Profifußballer Jimmy Haycock befreundet war, war Amateurfußballer und spielte Anfang der 1890er Jahre auf lokaler Ebene für Aigburth Vale. Er gehörte bereits in der ersten Saison des FC Liverpool, 1892/93, dem Klub als Amateur an, kam aber nur im Reserveteam zum Einsatz. Nachdem Worgan Ende Februar 1894 bei einem 3:0-Sieg in einem Benefizspiel gegen Newton Heath zu den Torschützen zählte, lief er erstmals am 5. März 1894 in einem Pflichtspiel für die erste Mannschaft auf. Als Vertretung von Malcolm McVean trug er als rechter Halbstürmer mit zwei Toren zu einem 3:1-Sieg in der Football League Second Division über Burton Swifts bei und erhielt von der Athletic News ein „feines Spiel“ attestiert. Am Saisonende stieg Liverpool als überlegener Zweitligameister in die First Division auf, in der Erstligasaison 1894/95 kam für Worgan im Oktober 1894 ein weiterer Einsatz hinzu. Als Mittelstürmer bildete er gemeinsam mit Harry Bradshaw und Jimmy Ross bei einem 2:2-Unentschieden gegen Sheffield United an der Anfield Road das Innensturmtrio, presseseitig wurde anschließend geurteilt, dass er „seine Nervosität überwinden und sich an das Spieltempo der First Division gewöhnen muss, um ein guter Ersatzmann zu sein.“
In den Spielzeiten 1895/96 und 1896/97 lief Worgan in mindestens 18 Ligapartien als Mittelstürmer für den FC Chester in der Liga The Combination auf und erzielte dabei mindestens acht Tore. Im November 1896 trat er als Testspieler für die Reservemannschaft der Bolton Wanderers in Erscheinung, machte bei der 1:3-Niederlage gegen die Reserve der Blackburn Rovers aber „keinen großartigen Eindruck.“
Worgan gehörte bis zu seinem Tod für 16 Jahre als Direktor dem FC Liverpool an und war zuletzt auch in Liverpool wohnhaft. Er verstarb am 11. Oktober 1920 in Underbarrow, Westmorland und hinterließ seiner Witwe £315 10s. 11d. Bereits im Oktober 1917 berichtete der Liverpool Echo, dass Worgan, der laut der Zeitung zu den populärsten Direktoren des FC Liverpool zählte, sterbenskrank gewesen sei, sich mittlerweile aber auf dem Weg der Besserung befinde. Im Liverpooler Schulfußball wurde mindestens bis 1939 eine Trophäe mit dem Namen Albert Worgan Shield ausgespielt.